# 安德烈斯·洛佩斯
安德烈斯·洛佩斯（西班牙語：Andrés López，1992年5月9日—），墨西哥男子羽毛球運動員。

## 簡歷
2010年11月，安德烈斯·洛佩斯出戰墨西哥羽毛球國際賽，分別與利诺·穆尼奥斯和维多利亚·蒙特罗合作奪得男子雙打和混合雙打比賽兩項冠軍，男子單打比賽亦打入四強。

## 主要比賽成績
只列出曾進入準決賽的國際賽事成績：
| 年份   | 賽事                         | 公開賽級別 | 項目     | 拍檔                          | 成績   |
| ------ | ---------------------------- | ---------- | -------- | ----------------------------- | ------ |
| 2008年 | 泛美洲青年羽毛球錦標賽       | 其他       | 混合團體 | －                            | 亞軍   |
| 2008年 | 泛美洲青年羽毛球錦標賽       | 其他       | 男子單打 | 利諾·穆尼奧斯                 | 季軍   |
| 2008年 | 泛美洲羽毛球錦標賽           | 其他       | 混合團體 | －                            | 第四名 |
| 2009年 | 墨西哥羽毛球國際賽           | 未來系列賽 | 男子雙打 | Jose Luis Gonzalez            | 冠軍   |
| 2010年 | 泛美洲青年羽毛球錦標賽       | 其他       | 混合團體 | －                            | 第四名 |
| 2010年 | 墨西哥羽毛球國際賽           | 未來系列賽 | 男子單打 | －                            | 準決賽 |
| 2010年 | 墨西哥羽毛球國際賽           | 未來系列賽 | 男子雙打 | 利诺·穆尼奥斯                 | 冠軍   |
| 2010年 | 墨西哥羽毛球國際賽           | 未來系列賽 | 混合雙打 | 维多利亚·蒙特罗               | 冠軍   |
| 2011年 | 泛美運動會羽毛球比賽         | 其他       | 男子雙打 | 利诺·穆尼奥斯                 | 銅牌   |
| 2011年 | 墨西哥羽毛球國際賽           | 國際系列賽 | 男子雙打 | 利诺·穆尼奥斯                 | 冠軍   |
| 2011年 | 墨西哥羽毛球國際賽           | 國際系列賽 | 混合雙打 | 维多利亚·蒙特罗               | 冠軍   |
| 2012年 | 泛美洲青年羽毛球錦標賽       | 其他       | 混合團體 | －                            | 第四名 |
| 2012年 | 泛美洲青年羽毛球錦標賽       | 其他       | 男子雙打 | 利诺·穆尼奥斯                 | 季軍   |
| 2012年 | 泛美洲羽毛球錦標賽           | 其他       | 男子雙打 | 利诺·穆尼奥斯                 | 季軍   |
| 2013年 | 墨西哥羽毛球國際賽           | 國際系列賽 | 男子雙打 | 利诺·穆尼奥斯                 | 準決賽 |
| 2016年 | 泛美洲羽毛球團體錦標賽       | 其他       | 男子團體 | －                            | 冠軍   |
| 2018年 | 泛美洲羽毛球錦標賽           | 其他       | 混合雙打 | 辛西娅·冈萨雷斯               | 季軍   |
| 2018年 | 墨西哥羽毛球國際賽           | 國際系列賽 | 男子雙打 | 路易斯·阿尔曼多·蒙托亚·纳瓦罗 | 亞軍   |
| 2019年 | 泛美洲羽毛球錦標賽           | 其他       | 男子雙打 | 路易斯·阿尔曼多·蒙托亚·纳瓦罗 | 季軍   |
| 2019年 | 墨西哥羽毛球未來系列賽       | 未來系列賽 | 男子雙打 | 路易斯·阿尔曼多·蒙托亚·纳瓦罗 | 亞軍   |
| 2019年 | 墨西哥羽毛球國際賽           | 國際系列賽 | 男子雙打 | 利諾·穆尼奧斯                 | 亞軍   |
| 2020年 | 泛美洲羽毛球男女子團體錦標賽 | 其他       | 男子團體 | －                            | 亞軍   |
| 2020年 | 墨西哥羽球國際賽             | 國際系列賽 | 男子雙打 | Andres Hernandez Rosas        | 準決賽 |
| 2020年 | 墨西哥羽球國際賽             | 國際系列賽 | 混合雙打 | 塞布麗娜·索利斯               | 冠軍   |
| 2021年 | 泛美洲羽毛球錦標賽           | 其他       | 混合雙打 | 塞布丽娜·索利斯               | 季軍   |
| 2021年 | 墨西哥羽毛球國際挑戰賽       | 國際挑戰賽 | 男子雙打 | 利诺·穆尼奥斯                 | 準決賽 |
| 2021年 | 墨西哥羽毛球國際賽           | 國際系列賽 | 男子雙打 | 約布·卡斯蒂略                 | 準決賽 |
| 2022年 | 泛美洲羽毛球男女子團體錦標賽 | 其他       | 男子團體 | －                            | 季軍   |
| 2022年 | 墨西哥羽毛球未來系列賽       | 未來系列賽 | 男子雙打 | Gerardo Saavedra              | 準決賽 |

| 2007-2017年 | 首要超級賽 | 超級賽 | 黃金大獎賽 | 大獎賽 | 國際挑戰賽 | 國際系列賽 | 未來系列賽 | 其他 |

| 2018-2026年 | 總決賽 | 超級1000賽 | 超級750賽 | 超級500賽 | 超級300賽 | 超級100賽 | 國際挑戰賽 | 國際系列賽 | 未來系列賽 | 其他 |

### 奧運會和世錦賽參賽紀錄
|          | 搭檔          | 2013 |
| -------- | ------------- | ---- |
| 男子雙打 | 利诺·穆尼奥斯 | 48強 |